# Håkon Mjelva
Håkon Mjelva (født 21. marts 1924 i Molde, død 27. september 2004) var en norsk arkitekt.
Mjelva blev uddannet i Oslo og var med til at stifte CIAM-avdelingen PAGON. Især i 1950'erne og 1960'erne gennemførte han flere store projekter i Oslo, blandt andet Økernsenteret fra 1970 og Alnsjø borettslag i Ammerud fra 1965-1967 med 235 atriumhuse i funktionalistisk 1960'er-stil. Han stod også for planlægningen af boligblokkene i Ammerud, der blev gennemført af USBL's planlægningskontor med entreprenørerne Fagbygg og Ungdomsbygg. Derudover tegnede Mjelva Stortinget, Grorud og Romsås Stationer til T-banen i Oslo. Romsås Station blev tildelt arkitekturprisen Betongtavlen i 1976.
I begyndelsen af 1960'erne stod Mjelva også bag et sanerings- og udbygningsforslag med højhus ved Karl Johans gate, men det blev opgivet efter en betydelig offentlig debat og store protester.